# Cremnomys elvira
Cremnomys elvira — вид гризунів з родини мишевих, ендемік Східних Гатів, що в Індії.

## Морфологічна характеристика
Довжина голови і тіла до 149 мм, довжина хвоста до 196 мм. Верхні частини коричнювато-сірі, а низ сірувато-білий. Хвіст двоколірний.

## Середовище проживання
Цей вид відомий лише з його типового населеного пункту в районі Салем Східних Гатів, Таміл Наду, де він, мабуть, зустрічається в кам’янистих місцях проживання та сухих листяних чагарникових лісах на висоті близько 600 м над середнім рівнем моря.